# Rachida
Rachida es una película del año 2002.

## Sinopsis
Rachida vive y enseña en un viejo barrio popular de Argel. Piensa como la mayoría de los argelinos que está fuera del conflicto que desangra a su país, hasta el día en que es abordada por un grupo de terroristas, entre ellos Sofiane, uno de sus antiguos alumnos. El grupo le pide poner una bomba en la escuela. Ante el rechazo de Rachida, los terroristas le disparan fríamente. Se salva milagrosamente y se refugia en un pueblo vecino.

## Premios
- Festival Miroirs et Cinémas d'Afriques Marseille 2007
- 13 Black Movie - Festival de films des autres mondes Ginebra, Suiza 2003
- London Film Festival 2002
- Festival International du Film d'Amiens 2002